# Ратуша Херне
Ратуша Херне (нем. Rathaus Herne) — неоклассическое административное здание в городе Херне, заложенное в 1911 и открытое в 1912 году; с тех пор в нём располагается как городской совет, так и местная администрация. Проект был создан архитектором Гисбертом фон Тойффелем, победившим в конкурсе, в котором приняли участие 54 плана новой ратуши; является памятником архитектуры города.

## История и описание
К началу XX века город Херне значительно расширился: так 1 апреля 1908 года общины Баукау и Хорстхаузен были включены в Херне в качестве новых муниципалитетов. В результате город стал нуждаться в штаб-квартире для своей администрации: уже существующая в то время ратуша — бывшее здание протестантской общины на сегодняшней площади Гутенберга, в совокупности с рядом арендованных домов, включая зал в гимназии Харани  — стали тесны для муниципальных служащих. 17 ноября 1908 года городские власти приобрели за 96 000 марок участок земли возле евангельского кладбища площадью 8,88 га.
После выбора участка для строительства был проведен общий конкурс проектов будущей мэрии, в котором приняли участие 54 плана. Финальную часть конкурса выиграл проект архитектора, а позднее профессора Технического университета в Карлсруэ, Гисберта фон Тойффеля (1881—1970) и 5 июля 1910 года была утверждена общая стоимость строительства в 900 000 марок. Художественное оформление здания было в октябре 1910 года поручено архитектору Вильгельму Крайсу: согласно его планам 8 марта 1911 года было начато строительство неоклассического «урбанистического» здания. 13 мая 1911 года состоялась закладка первого камня, а 1 октября следующего года первые службы переехали в новую ратушу: торжественное открытие состоялось 6 декабря.
Для возведения здания были использованы самые современные на тот период строительные материалы, включая железобетон. Высота сооружения от основания до вершины башни составляла 42 метра; куполообразная крыша ратуши напоминала о строениях XVIII века. Парапет был украшен двумя высокими скульптурами за авторством Джозефа Энселинга, которые были сняты после 9 декабря 1965 года. Зал городского совета выделялся в интерьере ратуши: обшивка его стен высотой 6,5 метра была выполнена панелями из кедра, а окна, занимавшие всё пространство от пола до потолка и дубовые кресла придавали залу «эффектность». Ратуша с момента постройки имела электрическое освещение, центральное отопление во всех помещениях и систему лифтов. Общая стоимость строительства в итоге составила 950 000 марок. С 1985 года ратуша является памятником архитектуры города.